# Futaleufú (ort i Chile)
Futaleufú är en ort i Chile.   Den ligger i provinsen Provincia de Palena och regionen Región de Los Lagos, i den södra delen av landet, 1 100 km söder om huvudstaden Santiago de Chile. Futaleufú ligger 351 meter över havet och antalet invånare är 1 826.
Terrängen runt Futaleufú är bergig åt nordost, men åt sydväst är den kuperad. Futaleufú ligger nere i en dal. Trakten runt Futaleufú är nära nog obefolkad, med mindre än två invånare per kvadratkilometer..
I omgivningarna runt Futaleufú växer i huvudsak blandskog.